# Trešnica
Trešnica  (lat. Blysmus), manji biljni rod iz porodice šiljovki, dio reda travolike. Tri su priznate vrste koje rastu po Euroaziji i Sjevernoj Americi. U Hrvatskoj na Velebitu raste B. compressus, poznata kao stisnuta trešnica

## Vrste
1. Blysmus compressus (L.) Panz. ex Link
2. Blysmus mongolicola Kitag.
3. Blysmus rufus (Huds.) Link
4. Blysmus sinocompressus Tang & F.T.Wang

## Vanjske poveznice
|  | Zajednički poslužitelj ima još gradiva o temi Blysmus |
|  | Wikivrste imaju podatke o taksonu Blysmus             |